# Bevrijdingsraam Delft
Het bevrijdingsraam is een gedenkteken in de stad Delft, in de Nederlandse provincie Zuid-Holland. Het gedenkteken is ter herinnering aan de bevrijding van de Duitse bezetting in Nederland.

## Achtergrond
In 1955 besloten de gemeenteraad van Delft en het hoogheemraadschap Delfland elk een glas-in-loodraam te schenken voor de Oude Kerk. De opdracht voor beide ramen werd gegeven aan de Nederlandse glazenier Joep Nicolas, die sinds 1939 in de Verenigde Staten woonde. Nicolas verbleef voor de uitvoering van de ramen enige tijd in Nederland, waarbij hij samenwerkte met het atelier van de firma Geutjes en Smeets in Venlo. Het raam van de gemeente werd bevrijdingsraam genoemd, hierin wordt de bevrijding van Nederland symbolisch weergegeven met een apocalyptisch tafereel van de aartsengel Michaël die een zevenkoppige draak verslaat.
Het circa 112 m2 grote bevrijdingsraam werd aangebracht in de kopgevel van de noorderdwarsbeuk. Op 20 december 1956 werd het raam onthuld en door burgemeester Dirk de Loor aan de hervormde kerkvoogdij overgedragen. Nicolas vestigde zich in 1959 weer definitief in Nederland. Het bevrijdingsraam was het eerste van vijfentwintig ramen die hij voor de Oude Kerk zou maken, de laatste twee werden na zijn dood voltooid door zijn neef Nicolas van Ronkenstein.

## Beschrijving
In de kop van het raam is de zon geplaatst, met in haar stralen de wapenschilden van de bevrijders en centraal in de tracering het wapen van Delft. Daaronder staan zestien figuren uit de Bijbel: de vier evangelisten, elk met een aureool, en de profeten Jesaja, Jeremia, Ezechiël en Daniël, en een laag lager Noach met een model van de Ark, Abraham, Jakob, Mozes met de Stenen Tafelen, Samuel, koning David met een harp, Salomo en Ester.
Een groot deel van het raam wordt ingenomen voor de verbeelding van de strijd van aartsengel Michaël en andere engelen tegen een zevenkoppige draak.
Het opschrift in de onderste panelen van het raam luidt: 

IN HET JAAR ONZES HEREN 1945
WERD DE DRAAK DES ONHEILS VERSLAGEN DOOR HET HEIR DER GERECHTIGHEID.
NA LANGE DUISTERNIS REES WEER DE ZON DER VRYHEID OVER ONS LAND
EN GAF NIEUWE LUISTER AAN DE BELEVING VAN ONS BYBELS GELOOF